# Aphilodon porosus
Aphilodon porosus är en mångfotingart som beskrevs av Karl Wilhelm Verhoeff 1937. Aphilodon porosus ingår i släktet Aphilodon och familjen Aphilodontidae. Inga underarter finns listade i Catalogue of Life.